# ニヒル・アドミラリ
ニヒル・アドミラリ (ラテン語: Nihil admirari)、ないし、ニル・アドミラリ (ラテン語: Nil admirari) は、「何事にも驚かないこと」、「何事にも動じないこと」という意味のラテン語の語句。

## 起源
マルクス・トゥッリウス・キケロは、真の知性は、起こり得るあらゆる出来事に備えができている、ということであり、何があっても驚かされないことであるとして、アナクサゴラスの例を挙げている。アナクサゴラスは、息子の死を知らされて「私が死すべきものを授かったことは知っていた (Sciebam me genuisse mortalem)」と応えたとされる。ホラティウスやルキウス・アンナエウス・セネカ（小セネカ）も同様の事例に言及し、そのような態度の倫理的強靭さを賞賛している。

## 日本語における用例
- 森鷗外は、小説『舞姫』（1890年）の中で次のように用いている。「日記ものせむとて買ひし册子もまだ白紙のまゝなるは、獨逸にて物學びせし間に、一種の「ニル、アドミラリイ」の氣象をや養ひ得たりけむ、あらず、これには別に故あり。」[4]
- 夏目漱石は、小説『それから』（1909年）の中で、「二十世紀の日本に生息する彼は、三十になるか、ならないのに既に nil admirari の域に達して仕舞つた。」と記し、「nil admirari」に「ニル アドミラリ」とルビを振っている[5]。
- 芥川龍之介は、未完の小説『路上』（1919年）において次のように使った。「俊助はこんな醜い内幕に興味を持つべく、余りに所謂ニル・アドミラリな人間だった。」[6]
- 蒲原有明は、自伝的小説『夢は呼び交す』（1947年）において次のように使用した。「鴎外にも弱点はあった。鴎外は自己を知り過ぎるくらい知っていた。その弱点というのは、自負の心である。消極的にいえば『舞姫』以来のニルアドミラリである。」[7]